# Dasygaster ligniplena
Dasygaster ligniplena là một loài bướm đêm trong họ Noctuidae.